# Huset Este
Huset Este är ett av Italiens äldsta och ryktbaraste furstehus, som under 900-talet förde titeln markgrevar.

## Historia
Huset kan troligen ledas tillbaka till de karolingiska ståthållarna i Toscana på 800-talet. Ätten stammar från staden Este sydväst om Padua.
Med Azzo II:s (d. 1097) söner Welf IV (d. 1101) och Fulco I (d. efter 1135) delade sig släkten i två grenar. Från den förre, som 1070 blev hertig av Bayern, härstammade den tyska Welf-esteska grenen; från Fulco I den italienska Fulko-esteska grenen. Till den förra hör de ännu levande husen Braunschweig och Hannover; den senare grenen förvärvade Ferrara, Marche Ancona, Modena och Reggio samt utgick på svärdssidan 1803 med Herkules III Rinaldo. Från dennes dotter Maria Beatrix och ärkehertig Ferdinand av Österrike härstammade huset Österrike-Este, som utslocknade på svärdssidan 1875.
Huset är berömt för sitt givmilda mecenatskap mot konstnärer. De märkligaste medlemmarna av huset Este är Nikolaus III (d. 1441) som kämpade mot Republiken Venedig, Florens och Bologna samt återställde det av fadern Albert grundade universitetet i Ferrara. Han efterträddes av sina söner Lionel (d. 1450), Borso (1450-71), som av kejsar Fredrik III utnämndes till hertig av Modena och Reggio samt av påven Pius II till hertig av Ferrara, samt Herkules I (1471-1505), som gjorde sitt hov till en samlingsplats för berömda lärda och utmärkta skalder, bland andra Bojardo.
Hans son, den av bland andra Ariosto så högt prisade Alfons I (1505-34), var utmärkt såsom fältherre och statsman. Han biträdde 1509 ligan i Cambrai, utnämndes till kyrklig överfältherre och kämpade på Kyrkostatens sida med framgång mot venezianerna. Då han emellertid vägrade att med påven avfalla från ligan, blev han bannlyst och miste Modena och Reggio. Leo X sökte även frånta honom Ferrara, och kampen fortfor under Klemens VII. Först efter Roms erövring 1527 återvann han sitt forna område och bekräftades besittningsrätten därtill 1531 av kejsaren. Han var gift med Lucrezia Borgia och följdes av sin son Herkules II (1534-59), som följdes av sin son Alfons II (1559-97), en praktälskande och äregirig furste, som gjorde ett fåfängt försök att vinna Polens krona. Han höll Tasso i långvarigt fängelse. Eftersom han inte hade några barn, bestämde han till sin efterträdare sin kusin Caesar (1597-1628), sonen till en naturlig son till Alfons I. Denne erkändes av kejsaren såsom hertig i de tyska rikslänen Modena och Reggio, varemot påven begagnade tillfället och indrog Ferrara och övriga län påven tilldelat huset Este.
Hans efterträdare Alfons III (1628-29), som gick i kloster (d. 1644), Frans I (1629-58), som 1635 förvärvade furstendömet Correggio, Alfons IV (1658-62) samt Frans II (1662-94), som utvidgade Biblioteca Estense och stiftade ett universitet i Modena, var obetydliga furstar. Den sistnämnde dog barnlös, och kardinal Rinaldo Este (1694-1737) lämnade sitt kyrkliga ämbete och besteg tronen. Genom sitt gifte med Charlotta Felicitas av Braunschweig förenade han de sedan 1070 skilda grenarna av huset. Han inköpte Mirandola.
Sonen Frans III (1737-80), gift med en dotter till Filip II av Orléans, förlorade 1745 sina länder, men återfick dem vid freden 1748. Han samlade kring sig lärda, bl. a. Muratori och Tiraboschi. Frans' son Herkules III Rinaldo (1780-1803)
gifte sig till Massa och Carrara, miste 1797 genom Campo-Formio-freden Modena och Reggio, men fick genom freden i Lunéville Breisgau. Vid hans död, 1803, övergick detta till hans dotter Maria Beatrix' son Frans IV av Österrike-Este (d. 1846), vars far var ärkehertig Ferdinand, son till det österrikiska kejsarparet Frans I och Maria Teresia.

## Habsburg-Este
Den nya dynastin, Huset Habsburg-Este (även kallat Österrike-Este), var arvtagare på spinnsidan till huset Este, men på svärdssidan egentligen en sidogren av kejsarhuset Habsburg-Lothringen.
Frans IV förlorade det genom freden i Pressburg 1805. Han återfick 1815 Modena och ärvde 1829 efter sin moder Massa och Carrara. Han förde ett despotiskt regemente, blev 1831 fördriven, men snart återinsatt på tronen av österrikiska trupper.
Hans son  regerade i sin faders anda, blev 1848 fördriven, varvid Modena anslöt sig till Sardinien, men återvann redan samma år med österrikisk hjälp sin tron. 1859 blev han bortjagad igen, och Modena slöt sig till Sardinien. Med hans son Frans V av Modena dog den ursprungliga släkten Habsburg-Este ut på manssidan 1875, och med den sistnämndes brorsdotter Maria Theresia på kvinnosidan 1919. 
Frans V hade dock testamenterat rätten att kalla sig "ärkehertig av Österrike-Este" till sin släkting Franz Ferdinand av Österrike, och denne antog titeln, trots att han inte härstammade från släkten Este. 1917, knappt tre år efter mordet på Franz Ferdinand, tilldelade kejsar Karl I sin tvåårige son Robert samma titel - och denne härstammade verkligen från dynastin Este genom sin mor, kejsarinnan Zita, vars farfars mor, Maria Teresa av Savojen, var dotter till Maria Teresa, dotter till Ferdinand och Maria Beatrix och syster till Frans IV. Alla Roberts barn kallar sig "ärkehertig" respektive "ärkehertiginna av Österrike-Este".

## Personer ur släkten
- Borso av Este (1450–1471)
- Ercole I av Este (1471–1505)
- Alfonso I av Este (1505–1534)
- Ercole II av Este (1534–1559)
- Alfonso II av Este (1559–1597)